# Javier Solana
Francisco Javier Solana y de Madariaga (Madrid, 14 de julio de 1942), conocido como Javier Solana,  es un político, diplomático, profesor y físico de formación español. Ha sido ministro de Cultura (1982-1988), portavoz del Gobierno (1985-1988), ministro de Educación y Ciencia (1988-1992), de Asuntos Exteriores (1992-1995), secretario general de la OTAN (1995-1999), alto representante de la Unión para la Política Exterior y de Seguridad Común de la Unión Europea (1999-2009) y comandante en jefe de la EUFOR. Es presidente del Real Patronato del Museo del Prado y vicepresidente del Patronato de ISGlobal.
Es nieto del pedagogo Ezequiel Solana y sobrino en segundo grado del político y escritor Salvador de Madariaga. Está casado con Concepción Giménez Díaz Oyuelos y tiene dos hijos, Diego y Vega. En sus inicios profesionales, fue en 1975 profesor de Física del Estado Sólido en la Universidad Complutense de Madrid. Actualmente trabaja en ESADE, impartiendo la Cátedra de Liderazgo y Gobernanza Democrática y con frecuencia escribe artículos de opinión para diversos medios y foros de opinión.

## Biografía
Es hijo de Luis Solana San Martín, fallecido en 1962, doctor en Ciencias y profesor de Química, a su vez hijo del pedagogo y publicista Ezequiel Solana Ramírez, mientras que su madre, Obdulia Madariaga Pérez, fallecida en 2005, era hija del economista Rogelio de Madariaga y Castro, y prima carnal del pensador, diplomático y político, Salvador de Madariaga y Rojo (1886-1978), tío en segundo grado de Javier. Es el tercero de cinco hermanos: mayores que él son Luis e Isabel, y menores Ignacio y Jesús.
Estudió en el Colegio del Pilar de Madrid y en la Universidad Complutense de Madrid donde se licenció en Ciencias Físicas (había comenzado también Ciencias Químicas, que abandonó en tercer curso) en 1964. Ese mismo año ingresó en el Partido Socialista Obrero Español (PSOE) por entonces ilegal en España.
Entre 1965 y 1970, permaneció en diversas universidades de Estados Unidos, con una beca de la Fundación Fulbright. En Estados Unidos estudió con el científico español Nicolás Cabrera. En este país tomó parte en las protestas contra la guerra de Vietnam y llegó a ser presidente de la Asociación de Universitarios Extranjeros.[cita requerida]
En 1971 regresó a España y empezó a trabajar como profesor asociado de Física del estado sólido en la Universidad Autónoma de Madrid, donde obtuvo el doctorado en Ciencias Físicas. En 1973 obtuvo la cátedra de esta especialidad en la Universidad Complutense de Madrid. Durante estos años publicó más de treinta artículos sobre la materia. Siguió vinculado a la vida académica hasta 1980 cuando la abandonó, absorbido por sus actividades políticas. Es asiduo asistente a las reuniones del Club Bilderberg.

## Ámbito política
Cuando regresó a España en 1971 Solana se unió a Coordinación Democrática de Madrid como representante del PSOE. Participó en el congreso de Suresnes (1974), en el que las nuevas generaciones del interior desplazaron a la dirección histórica socialista del exilio.
En diciembre de 1976, durante el XXVII Congreso Federal del PSOE, el primero celebrado en España desde la Guerra Civil, fue elegido secretario de organización y prensa de la Comisión Ejecutiva, en la que permaneció cinco años. Se le consideró amigo personal y estrecho colaborador del líder del PSOE Felipe González Márquez y uno de los responsables de la transformación del PSOE en los años siguientes a la muerte de Franco. El 20 de mayo de 1977 acompañó a González en su visita al rey Juan Carlos I en el Palacio de la Zarzuela.[cita requerida]
Fue elegido diputado por el PSOE en las elecciones generales de España de 1977.

### Gobiernos de Felipe González
Tras las elecciones generales de España de 1982 en las que el PSOE obtuvo mayoría absoluta en el parlamento, Solana fue nombrado ministro de Cultura (1982-1988), de Educación y Ciencia (1988-1992), de Asuntos Exteriores (1992-1995) y portavoz del Gobierno (1985-1988), siempre en gobiernos presididos por González.
Durante los trece años que permaneció como, ministro Solana consiguió crearse una reputación de persona discreta y hábil diplomático. Durante los últimos años del gobierno de Felipe González logró mantenerse al margen de los escándalos de corrupción y de la implicación en la guerra sucia contra ETA (véase GAL), que caracterizaron el final del gobierno del PSOE.[cita requerida]
Para finales de 1995 Solana era el único miembro del primer gobierno de González que permanecía en él. Llegó a especularse en la prensa como el posible candidato a sustituir a Felipe González al frente del PSOE. Sin embargo, Solana saltó a la política internacional.[cita requerida]

### Ámbito internacional

#### Secretario general de la OTAN
El 5 de diciembre de 1995 Solana fue elegido en secretario general de la Organización del Tratado del Atlántico Norte (OTAN), reemplazando a Willy Claes, quien se había visto obligado a dimitir por un escándalo de corrupción. Su nombramiento fue controvertido, ya que anteriormente Solana se había opuesto a la Alianza Atlántica y había escrito un documento denominado 50 razones para decir no a la OTAN. El PSOE se había manifestado contrario a la OTAN, pero una vez en el gobierno cambió su posición. El 12 de marzo de 1986 en España se sometió a referéndum la permanencia en la OTAN, en un controvertido plebiscito en el que el gobierno y Solana hicieron campaña de forma exitosa a favor de la permanencia.
Durante su mandato al frente de la Alianza Atlántica se desarrolló la guerra de Kosovo. Esta intervención carecía de la autorización de la Organización de las Naciones Unidas (ONU) y consistió básicamente en el bombardeo de objetivos militares y civiles de la República Federal de Yugoslavia. La OTAN justificó los ataques por motivos humanitarios a fin de evitar una limpieza étnica en Kosovo; sin embargo, el posible deliberado ataque de objetivos civiles generó críticas que llegaron a acusar a la OTAN de violar los Convenios de Ginebra.
El 6 de octubre de 1999 cesó en sus funciones al frente de la OTAN y le sucedió el británico George Robertson.

#### Alto representante para la PESC
Naturaleza del cargo
Solana fue el secretario general del Consejo de la Unión Europea desde octubre de 1999 a noviembre de 2009. Este cargo llevaba aparejado el de alto representante para la Política Exterior y de Seguridad Común, conocido popularmente como «Señor PESC» (en inglés Mr. Pesc). Con este cargo se convirtió en la principal cara de la diplomacia de la Unión Europea (UE), si bien la Comisión Europea contaba con su propia cartera sobre relaciones exteriores.
Con el fallido Tratado Constitucional en la Unión se estableció que las atribuciones del cargo de alto representante del Política Exterior y Seguridad Común las asumiese un ministro de Exteriores de la UE. El fracaso del citado Tratado en 2005 produjo que se abandonara la terminología que recordaba a la empleada en los Estados. El Tratado de Lisboa de 2007, adoptado bajo presidencia portuguesa, reforma la figura de alto representante, que ha asumido las competencias del comisario de Asuntos Exteriores y del alto representante y su titular ha pasado a ostentar una de las Vicepresidencias de la Comisión Europea y es miembro también del Consejo de la Unión Europea.
El presidente del Gobierno de España, el socialista José Luis Rodríguez Zapatero, propuso la iniciativa de que el ministro de Exteriores, mantuviese con su denominación, es decir, alto representante para la Política Exterior y Seguridad Común a causa de las reticencias generadas en el Reino Unido que consideró que su soberanía podría verse afectada. Esta iniciativa del jefe de Gobierno español no encontró oposición y fue aceptada por los miembros de la Unión, de esta forma el responsable de las relaciones de la Unión recibió la denominación de alto representante de la Unión para Asuntos Exteriores y Política de Seguridad. Pese a las suspicacias generadas en el Reino Unido, el alto representante ostenta las atribuciones previstas en el Tratado que se modificó en Portugal en 2007.
Desarrollo

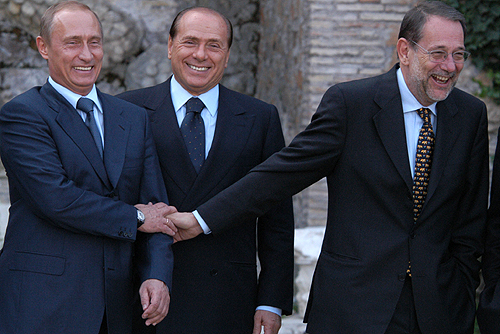
El presidente ruso Vladímir Putin, el jefe de gobierno italiano Silvio Berlusconi y Solana en 2003.

En 2003 la Unión Europa advirtió al gobierno de Estados Unidos que no podía haber una invasión de Irak sin pruebas claras de que dicho país tuviese armas prohibidas. En enero, Solana emitió un recordatorio al gobierno estadounidense de que sólo el Consejo de Seguridad de las Naciones Unidas puede determinar si una acción militar está justificada. La declaración de Solana llegó después de que los inspectores informaran que no habían descubierto “pistolas humeantes” en su trabajo. En un artículo de opinión publicado en 2018, Solana comentó que las bases para la invasión estadounidense se sentaron antes de los atentados del 11 de septiembre de 2001.
Por otra parte, en 2007 Solana apoyó decididamente la independencia de Kosovo respecto a Serbia, aunque ésta no ha sido reconocida por unanimidad por los Estados miembros de la UE, siendo España uno de los socios en no hacerlo. Por el contrario, se mostró contrario a que Abjasia pueda declararse independiente de Georgia o que el País Vasco lo haga de España.
El 5 de julio de 2009, Solana anunció que no renovaría en el cargo como alto representante de la Política Exterior y de Seguridad Común. El 19 de noviembre de 2009 le sustituyó la británica Catherine Ashton, asumiendo las competencias previstas por el Tratado de Lisboa.

### Actividad posterior
A pesar de haber abandonado la política europea, sigue considerándose europeísta. En 2012 ratificó esta postura mediante la firma del manifiesto promovido por el sociólogo Ulrich Beck y el eurodiputado Daniel Cohn-Bendit en el que se pide una reconstrucción "de Europa desde la base". En el mismo sentido, junto a 300 intelectuales y académicos, Solana firmó en 2017 un manifiesto que abogaba por una refundación de la Unión Europea.
En 2018, Estados Unidos niega el permiso de entrada a Javier Solana. El motivo es un viaje que realizó a Irán.
En julio de 2019 fue elegido, por unanimidad, presidente del Real Patronato del Museo del Prado.
El 14 de marzo de 2020 se informó que había contraído el COVID-19 y su ingreso en el Hospital Ramón y Cajal de Madrid. El 9 de abril recibió el alta médica tras casi un mes de hospitalización.
El 8 de febrero de 2021 participó en el coloquio EEUU y China: ¿pueden convivir? Los retos para la UE, organizado por la Fundación Alternativas en la que Solana es patrono.

## Premios

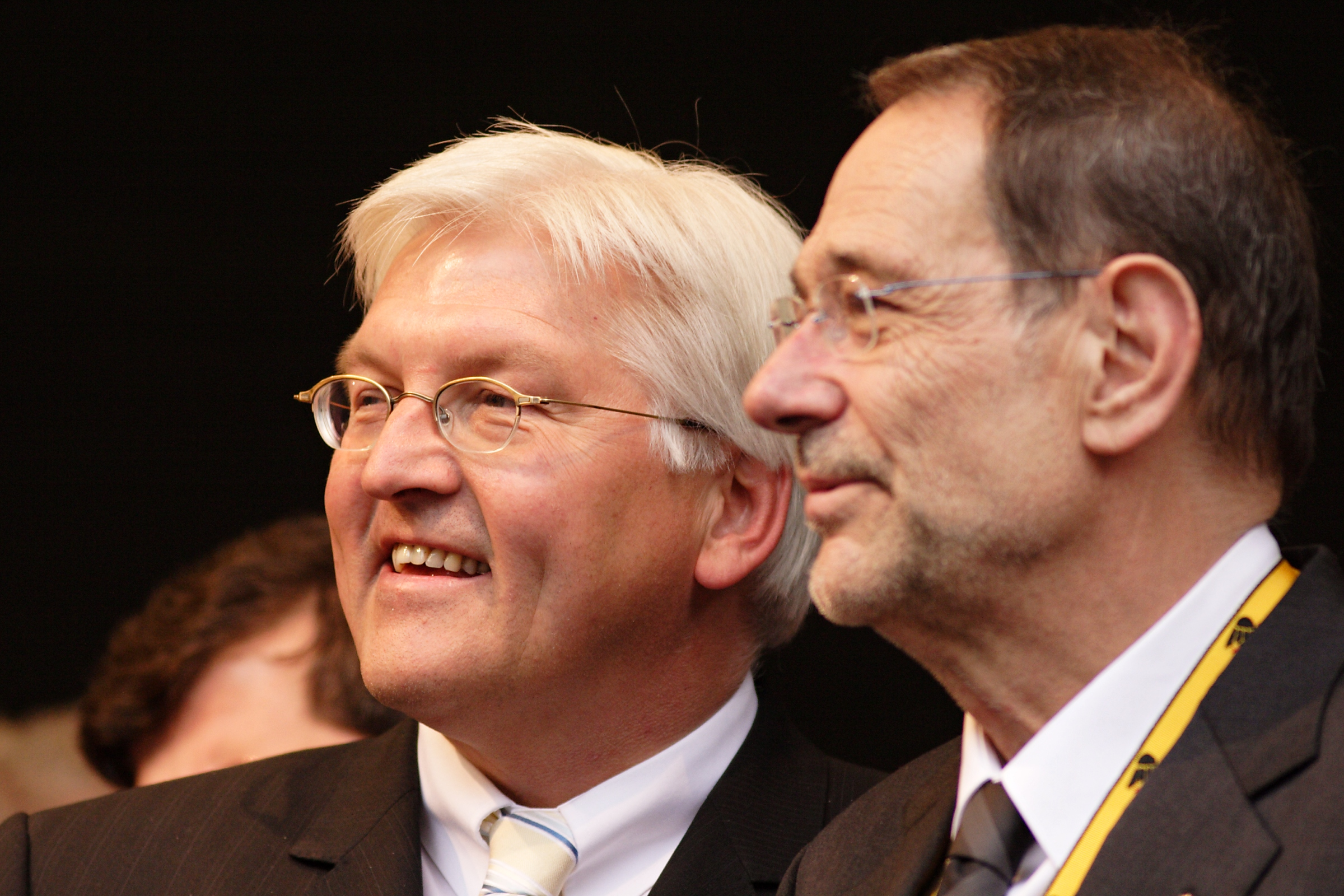
Frank-Walter Steinmeier y Solana durante la entrega del Premio Carlomagno en 2007.

El 17 de mayo de 2007 recibió el Premio Carlomagno de la ciudad de Aquisgrán, que distingue a personalidades por sus servicios a la unidad y el progreso de Europa, por su contribución a la paz.
En 2010 Solana recibió el Premio Ewald von Kleist que distingue, en el marco de la Conferencia de Seguridad de Múnich, a una personalidad que haya “obrado de manera muy especial por la paz y la resolución de conflictos”.

## Distinciones
El 22 de enero de 2010 el rey Juan Carlos I lo nombró caballero de la Orden del Toisón de Oro como reconocimiento a su trayectoria diplomática.

#### Distinciones honoríficas españolas

Escudo de armas de Javier Solana.

- 2010, Caballero de la Orden del Toisón de Oro.[21]
- 1977, Caballero gran cruz de la Orden de Carlos III.[21]
- 2000, Caballero gran cruz de la Orden de Isabel la Católica.[21]
- 1996, Gran cruz de la Orden de Alfonso X el Sabio.[22]

#### Distinciones honoríficas extranjeras
- 2000, Caballero de la Orden de San Miguel y San Jorge del Reino Unido.[21]
- 2007, Gran cruz de la Orden del Mérito de la República Federal de Alemania.[21]
- 2005, Cruz de la Orden del Mérito de la República de Polonia de Polonia.[23]
- 2005, Comendador de la Orden del Gran Duque Gediminas de Lituania.
- 2010, Gran Cruz de la Orden de Cristo de Portugal.[24]
- 2010, Caballero de la Orden del Toisón de Oro de Georgia de Georgia.[25]

## Otras distinciones
- 2003, Premio Carlomagno
- 2003, Premio Vision for Europe de la Fundación Edmond Israel, EIF.[21]
- 2003, Premio Statesman of the Year del EastWest Institute, EWI.[21]
- 2006, Premio Wateler Peace del Instituto Carnegie.[21]
- 2007, Medalla Paz a Través del Diálogo de la Conferencia de Múnich sobre Políticas de Seguridad.[21]
- 2002, Medalla Manfred Wörner del Ministerio de Defensa de Alemania.[21]
- 2008, Premio de la Paz del Parlamento Unido de Niños del Mundo.[21]
- 2009, Premio Extraordinario del Ministerio de Defensa de España.[21]
- 2009, Premio Convivencia de la Fundación Manuel Broseta.[21]
- 2010, Premio Europeo Carlos V de la Academia Europea de Yuste.[21]
- 2010, Premio Ewald von Kleist de la Conferencia de Múnich sobre Políticas de Seguridad.[21]
- Doctor honoris causa en Ciencia Política por la Escuela de Economía de Londres[21]